# Liste der Naturdenkmale in Emerkingen
| Naturdenkmale | Anzahl |
| ------------- | ------ |
| FND           | 0      |
| END           | 8      |
| Gesamt        | 8      |

Die Liste der Naturdenkmale in Emerkingen nennt die verordneten Naturdenkmale (ND) der im baden-württembergischen Alb-Donau-Kreis liegenden Gemeinde Emerkingen. In Emerkingen gibt es insgesamt acht als Naturdenkmal geschützte Objekte, keines ist ein flächenhaftes Naturdenkmal (FND), alle sind Einzelgebilde-Naturdenkmale (END).
Stand: 31. Oktober 2016.

## Einzelgebilde (END)
| Name                     | Bild | Kennung     | Einzelheiten | Position | Fläche Hektar | Datum         |
| ------------------------ | ---- | ----------- | ------------ | -------- | ------------- | ------------- |
| 1 Birnbaum               | BW   | 84250360001 | Emerkingen   | ⊙        | 0,0           | 13. Apr. 1999 |
| 1 Sommerlinde            | BW   | 84250360004 | Emerkingen   | ⊙        | 0,0           | 13. Apr. 1999 |
| 1 Stieleiche             | BW   | 84250360003 | Emerkingen   | ⊙        | 0,0           | 13. Apr. 1999 |
| 1 Stieleiche             | BW   | 84250360005 | Emerkingen   | ⊙        | 0,0           | 13. Apr. 1999 |
| 1 Stieleiche             | BW   | 84250360006 | Emerkingen   | ⊙        | 0,0           | 13. Apr. 1999 |
| 1 Stieleiche             | BW   | 84250360007 | Emerkingen   | ⊙        | 0,0           | 13. Apr. 1999 |
| 1 Stieleiche             | BW   | 84250360009 | Emerkingen   | ⊙        | 0,0           | 13. Apr. 1999 |
| 2 Sommerlinden           | BW   | 84250360008 | Emerkingen   | ⊙        | 0,0           | 13. Apr. 1999 |
| Legende für Naturdenkmal |      |             |              |          |               |               |